# جایزه بزرگ آرلینگتون
جایزه بزرگ آرلینگتون یک مسابقه از سری ایندی‌کار خواهد بود که در سال ۲۰۲۶ به تقویم این مسابقات اضافه می شود.

## تاریخچه
اولین مسابقه از سری ایندی‌کار در منطقه دالاس/فورث ورث در شهر آرلینگتون داونز از سال ۱۹۴۷ تا ۱۹۵۰ تحت کمیته برگزاری AAA برگزار شد. 
از سال ۱۹۹۷ تا ۲۰۲۳، تگزاس موتور اسپیدوی متعلق به اسپیدوی در فورت ورث میزبان رویدادهایی تحت کمیته برگزاری ایندی‌کار بود.
خبر رسمی پیوستن جایزه بزرگ آرلینگتون به تقویم ایندی‌کار در ۷ اکتبر ۲۰۲۴ اعلام شد و گزارش های که در ماه قبل منتشر شده بود را تایید کرد.  مسیر مسابقه پیست بین ورزشگاه ای‌تی‌اندتی و Globe Life Field است که به ترتیب ورزشگاه های دالاس کاوبویز و تگزاس رنجرز است، این رویداد به عنوان مشارکت بین ایندی‌کار، و شهر آرلینگتون تگزاس اعلام شده است. 